# Rosalinidae
Rosalinidae es una familia de foraminíferos bentónicos de la superfamilia Discorboidea, del suborden Rotaliina y del orden Rotaliida. Su rango cronoestratigráfico abarca desde el Ypresiense (Eoceno inferior) hasta la Actualidad.

## Clasificación
Rosalinidae incluye a los siguientes géneros:
- Albertinopsis †
- Hyrrokkin
- Neoconorbina
- Planodiscorbis
- Pseudopatellinoides
- Rosalina
- Rotorboides
- Semirosalina †
- Spirorbina
- Tretomphaloides
- Tretomphalus

Otro género considerado en Rosalinidae y clasificado actualmente en otra familia es: es:
- Gavelinopsis, ahora en la familia Discorbidae

Otros géneros considerados en Rosalinidae son:
- Pararosalina, aceptado como Rosalina
- Planodiscorbita, aceptado como Planodiscorbis
- Rolfina
- Turbinolina, aceptado como Rosalina